# Janina Dziarnowska

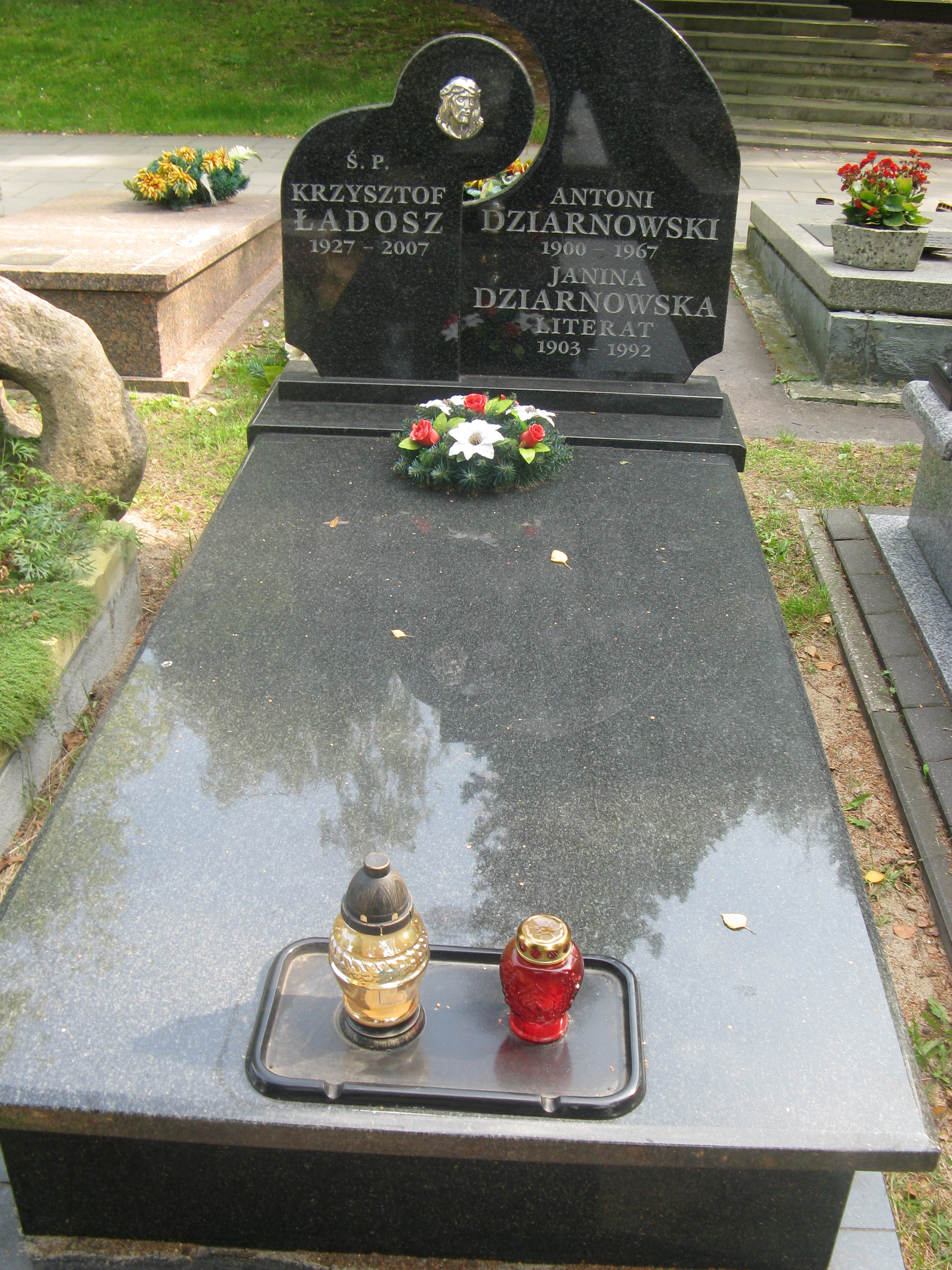
Grób Janiny Dziarnowskiej na cmentarzu Wojskowym na Powązkach w Warszawie

Janina Dziarnowska (ur. 13 listopada 1903 w Makiejewce w Zagłębiu Donieckim, zm. 22 grudnia 1992 w Warszawie) – polska pisarka i tłumaczka, reportażystka, publicystka, znawczyni literatury radzieckiej.

## Życiorys
Urodziła się jako córka Kazimierza. W 1918 powróciła do Polski i podjęła studia w Instytucie Pedagogicznym Wolnej Wszechnicy Polskiej. W 1921 rozpoczęła pracę nauczycielską, a jako mieszkanka WSM na Żoliborzu, silnie zainteresowała się działalnością społeczną, organizując pozaszkolne życie młodzieży. W 1936 została członkiem Komunistycznej Partii Polski. Podczas okupacji pozostawała w Warszawie i organizowała nielegalne nauczanie młodzieży oraz pomagała rodzinom osób aresztowanych przez Niemców. Ten okres swojego życia opisała potem w Powieści o Annie. Po wojnie uczestniczyła w zagospodarowywaniu Ziem Odzyskanych, co z kolei znalazło odzwierciedlenie w powieści Miasto nowych ludzi.
Była członkiem PPR, a od 1948 roku – PZPR.
Zmarła w Warszawie, pochowana na cmentarzu Wojskowym na Powązkach (kwatera D6-2-12).

## Wybrane publikacje (powieści)
- Powieść o Annie (1950),
- Jesteśmy z Nowej Huty (1951),
- Miasto nowych ludzi (1954),
- Gdy inni dziećmi są (1960),
- Gdy spada lawina,
- Słowo o Brunonie Jasieńskim (1978).

Tłumaczka:
- Towarzysze broni, Konstantin Simonow, tłumaczenie polskie - 1956.
- Zgon, Władimir Tiendriakow, tłumaczenie polskie - 1969.

## Odznaczenia i nagrody
- Order Sztandaru Pracy II klasy (1974)[4]
- Krzyż Oficerski Orderu Odrodzenia Polski (1964)[5]
- Krzyż Kawalerski Orderu Odrodzenia Polski (11 lipca 1955)[6]
- Medal 10-lecia Polski Ludowej (19 stycznia 1955)[7]
- Nagroda im. Ludwika Waryńskiego (1983) za powieść biograficzną  "Słowo o Brunonie Jasieńskim"[8]
- Dyplom honorowy Związku Pisarzy ZSRR (1976)[9]